# WeChoice Awards 2020
Lễ trao giải WeChoice Awards 2020 - Diệu Kỳ Việt Nam (viết tắt là 7th WCA) do Công ty cổ phần VCCorp tổ chức đã diễn ra tại trung tâm Hội chợ và Triển lãm Sài Gòn - SECC, quận 7, Thành phố Hồ Chí Minh vào ngày 22 tháng 1 năm 2021. Chương trình được dẫn bởi MC Vĩnh Phú và MC Phí Linh, được chiếu trên kênh HTV2 - Vie Channel và trực tiếp trên kênh Youtube chính thức của WeChoice Awards.

## Giải thưởng và đề cử

### Nhân vật truyền cảm hứng
| Đề cử                                                           | Mô tả | Nhân vật truyền cảm hứng | Đại sứ truyền cảm hứng |
| --------------------------------------------------------------- | --- | ------------------------ | ---------------------- |
| Thủy Tiên                                                       | Nữ ca sĩ có hàng loạt hoạt động thiện nguyện ý nghĩa, đã kêu gọi quyên góp 150 tỷ cứu trợ đồng bào miền Trung bị bão lũ | Đoạt giải                |                        |
| Tập thể bác sĩ tuyến đầu chống dịch Covid-19 ở tâm dịch Đà Nẵng | Những anh hùng áo trắng nơi tuyến đầu, góp phần quan trọng khống chế thành công dịch Covid-19, cứu sống nhiều ca bệnh nguy kịch | Đoạt giải                | Đoạt giải              |
| Soytiet                                                         | Chàng trai chăn bò mồ côi trở thành "hiện tượng mạng" đình đám khiến nhiều sao quốc tế phát cuồng | Đoạt giải                |                        |
| Ekip phẫu thuật song nhi                                        | Ca mổ đầy cân não để trả lại hình hài, cuộc sống thực sự cho Trúc Nhi - Diệu Nhi | Đoạt giải                |                        |
| SofM                                                            | Game thủ 8 năm từ "thằng cu khu Cầu Giấy" đến mức lương 5,5 tỷ/tháng và giấc mơ vô địch thế giới | Đoạt giải                | Đoạt giải              |
| Binz                                                            | Binz - Rapper, nghệ sĩ đình đám nhất Vpop hiện tại | Đoạt giải                |                        |
| Ekip chữa trị phi công người Anh                                | Câu chuyện 116 ngày kỳ diệu để giành giật với thần chết, tìm lại sự sống cho bệnh nhân 91 | Đoạt giải                |                        |
| Dế Choắt                                                        | Quán quân Rap Việt mùa đầu tiên - show âm nhạc Rap/Hip-hop trở thành hiện tượng hot nhất trong năm 2020 | Đoạt giải                |                        |
| Minh Hiếu - Tất Minh                                            | Câu chuyện lay động về một tình bạn đẹp đẽ và cả sự nỗ lực vươn lên của hai học sinh trên con đường học tập | Đoạt giải                |                        |
| Phan Thanh Miên                                                 | Chủ tịch xã qua đời vì nhiễm vi khuẩn khi đi ứng cứu người dân trong mưa lũ miền Trung | Đoạt giải                |                        |
| Nhóm Đuốc Mồi                                                   | Nhóm bạn trẻ đứng sau Việt Sử Kiêu Hùng - dự án phim dã sử đầu tiên của Việt Nam | Đề cử                    |                        |
| Lương Phi                                                       | Chàng trai mất một chân trở thành YouTuber tử tế | Đề cử                    |                        |
| PGS.TS Lê Thị Quỳnh Mai                                         | Phó Viện trưởng Viện Vệ sinh dịch tễ Trung ương, tổng chỉ huy của đơn vị nghiên cứu nuôi cấy và phân lập thành công chủng virus corona mới, tạo điều kiện cho việc xét nghiệm nhanh các trường hợp nhiễm                                                                                     | Đề cử                    | Đoạt giải              |
| Ekip Ghen Cô Vy                                                 | Dự án truyền thông sức khoẻ của Viện Sức khỏe nghề nghiệp và Môi trường Việt Nam, dự án bao gồm bài hát Ghen Cô Vy, video hoạt hình Ghen Cô Vy và "Vũ điệu rửa tay". Ghen Cô Vy được đánh giá như một cột mốc về cách truyền thông sức khoẻ cộng đồng sáng tạo, hiệu quả trong dịch Covid-19 | Đề cử                    |                        |
| Hà Ánh Phượng                                                   | Cô giáo Việt Nam đầu tiên vào Top 10 giáo viên toàn cầu - giải thưởng được coi là Nobel của ngành giáo dục | Đề cử                    |                        |
| Kao Siêu Lực                                                    | Ông chủ ABC Bakery - "Cha đẻ" bánh mì thanh long - một sáng tạo thú vị để giải cứu nông sản trong mùa dịch Covid-19 | Đề cử                    |                        |
| Cầu thủ Văn Quyết                                               | Cầu thủ đạt giải Quả bóng vàng Việt Nam 2020 | Đề cử                    |                        |
| Hoàng Tuấn Anh                                                  | "Cha đẻ" ATM Gạo, giúp người nghèo bị ảnh hưởng bởi dịch Covid-19 phần nào vượt qua khó khăn | Đề cử                    | Đoạt giải              |
| Jang Kều                                                        | Chủ tịch Quỹ Sống, người sáng lập dự án Nhà Chống Lũ | Đề cử                    | Đoạt giải              |
| Jesse Khánh Trần và Sơn Chu                                     | Hai chàng trai làm sneakers chống nước đầu tiên trên thế giới từ cà phê - nhựa/ Đồng sáng lập thương hiệu giày Rens Original tại Phần Lan. | Đề cử                    |                        |

### Hạng mục Giải trí[4]
| Giải thưởng                      | Đề cử                                       | Kết quả   | Bình chọn          |
| -------------------------------- | ------------------------------------------- | --------- | ------------------ |
| Gương mặt Rap/Hip-hop triển vọng | MCK                                         | Đoạt giải | 156,037            |
| Gương mặt Rap/Hip-hop triển vọng | GDucky                                      | Đề cử     | 136,960            |
| Gương mặt Rap/Hip-hop triển vọng | TLinh                                       | Đề cử     | 112,266            |
| Gương mặt Rap/Hip-hop triển vọng | Dế Choắt                                    | Đề cử     | 106,990            |
| Gương mặt Rap/Hip-hop triển vọng | 16 Typh                                     | Đề cử     | 84,335             |
| Gương mặt Rap/Hip-hop triển vọng | Low G                                       | Đề cử     | 82,373             |
| Gương mặt Rap/Hip-hop triển vọng | HIEUTHUHAI                                  | Đề cử     | 76,502             |
| Gương mặt Rap/Hip-hop triển vọng | Ricky Star                                  | Đề cử     | 72,413             |
| Gương mặt Rap/Hip-hop triển vọng | RTee                                        | Đề cử     | 70,336             |
| Gương mặt Rap/Hip-hop triển vọng | Thành Draw                                  | Đề cử     | 67,193             |
| Ca sĩ có hoạt động đột phá       | Jack                                        | Đoạt giải | 540,474            |
| Ca sĩ có hoạt động đột phá       | Sơn Tùng M-TP                               | Đề cử     | 532,535            |
| Ca sĩ có hoạt động đột phá       | Binz                                        | Đề cử     | 121,563            |
| Ca sĩ có hoạt động đột phá       | Bích Phương                                 | Đề cử     | 112,902            |
| Ca sĩ có hoạt động đột phá       | Hoàng Dũng                                  | Đề cử     | 101,185            |
| Ca sĩ có hoạt động đột phá       | Amee                                        | Đề cử     | 90,374             |
| Ca sĩ có hoạt động đột phá       | Wowy                                        | Đề cử     | 87,722             |
| Ca sĩ có hoạt động đột phá       | Hiền Hồ                                     | Đề cử     | 87,504             |
| Ca sĩ có hoạt động đột phá       | Erik                                        | Đề cử     | 84,962             |
| Music Video của năm              | "Chúng ta của hiện tại" - Sơn Tùng M-TP     | Đoạt giải | 471,742            |
| Music Video của năm              | "Hoa hải đường" - Jack                      | Đề cử     | 453,104            |
| Music Video của năm              | "Không thể cùng nhau suốt kiếp" - Hòa Minzy | Đề cử     | 121,895            |
| Music Video của năm              | "Bigcityboi" - Binz                         | Đề cử     | 102,965            |
| Music Video của năm              | "Nàng thơ" - Hoàng Dũng                     | Đề cử     | 97,382             |
| Music Video của năm              | "Trên tình bạn dưới tình yêu" - Min         | Đề cử     | 82,630             |
| Music Video của năm              | "Blackjack" - Soobin Hoàng Sơn, Binz        | Đề cử     | 81,015             |
| Music Video của năm              | "Hơn cả yêu" - Đức Phúc                     | Đề cử     | 78,695             |
| Music Video của năm              | "Em không sai chúng ta sai" - Erik          | Đề cử     | 75,424             |
| Music Video của năm              | "Ghen cô vy" - Nioeh, Khắc Hưng, Min, Erik  | Đề cử     | 73,746             |
| Phim điện ảnh của năm            | Tiệc Trăng Máu                              | Đoạt giải | 150,751            |
| Phim điện ảnh của năm            | Chị Mười Ba 2                               | Đề cử     | 132,747            |
| Phim điện ảnh của năm            | Ròm                                         | Đề cử     | 75,825             |
| Phim điện ảnh của năm            | Gái Già Lắm Chiêu 3                         | Đề cử     | 74,958             |
| Phim điện ảnh của năm            | Bằng Chứng Vô Hình                          | Đề cử     | 52,166             |
| Tvshow của năm                   | Rap Việt                                    | Đoạt giải | 249,262            |
| Tvshow của năm                   | Sao Nhập Ngũ                                | Đề cử     | 222,435            |
| Tvshow của năm                   | Ký Ức Vui Vẻ                                | Đề cử     | 113,828            |
| Tvshow của năm                   | Người Ấy Là Ai                              | Đề cử     | 91,332             |
| Tvshow của năm                   | King Of Rap                                 | Đề cử     | 85,242             |
| Nghệ sĩ có hoạt động nổi bật     | Thủy Tiên                                   | Đoạt giải | 151,234            |
| Nghệ sĩ có hoạt động nổi bật     | Trấn Thành                                  | Đề cử     | 115,799            |
| Nghệ sĩ có hoạt động nổi bật     | Touliver                                    | Đề cử     | 72,903             |
| Nghệ sĩ có hoạt động nổi bật     | Thu Trang                                   | Đề cử     | 69,304             |
| Nghệ sĩ có hoạt động nổi bật     | Châu Bùi                                    | Đề cử     | 68,973             |
| Nghệ sĩ có hoạt động nổi bật     | Chí Tài                                     | Đề cử     | Bị loại khỏi Đề cử |
| Nghệ sĩ trong tim khán giả       | Nghệ sĩ Chí Tài                             |           |                    |
| Nghệ sĩ trong tim khán giả       | NSƯT Nguyễn Chánh Tín                       |           |                    |
| Nghệ sĩ trong tim khán giả       | NSƯT Hoàng Yến                              |           |                    |
| Nghệ sĩ trong tim khán giả       | Diễn viên Mai Phương                        |           |                    |
| Nghệ sĩ trong tim khán giả       | Nhạc sĩ Phó Đức Phương                      |           |                    |
| Nghệ sĩ trong tim khán giả       | Nhạc sĩ Trần Quang Lộc                      |           |                    |
| Nghệ sĩ trong tim khán giả       | NSND Lý Huỳnh                               |           |                    |
| Nghệ sĩ trong tim khán giả       | Nhạc sĩ Văn Ký                              |           |                    |
| Nghệ sĩ trong tim khán giả       | Nghệ sĩ Ánh Hoa                             |           |                    |
| Nghệ sĩ trong tim khán giả       | Nhạc sĩ Lam Phương                          |           |                    |
| Nghệ sĩ trong tim khán giả       | Ca sĩ Vân Quang Long                        |           |                    |
| Nghệ sĩ trong tim khán giả       | Danh ca Lệ Thu                              |           |                    |

### Hạng mục Đời sống giới trẻ
| Giải thưởng                                    | Đề cử                                            | Kết quả   | Bình chọn |
| ---------------------------------------------- | ------------------------------------------------ | --------- | --------- |
| Bản lĩnh đương đầu                             | Đặng Thùy Trang                                  | Đoạt giải | 57,688    |
| Bản lĩnh đương đầu                             | Nhóm Founder Nghiện Nhà                          | Đề cử     | 41,705    |
| Bản lĩnh đương đầu                             | Đỗ Hoàng Minh Khôi                               | Đề cử     | 21,523    |
| Bản lĩnh đương đầu                             | Ivivu                                            | Đề cử     | 19,573    |
| Bản lĩnh đương đầu                             | Lê Văn Dương                                     | Đề cử     | 19,314    |
| Nhóm/dự án có ảnh hưởng tích cực đến cộng đồng | Nhóm Đuốc Mồi                                    | Đoạt giải | 208,646   |
| Nhóm/dự án có ảnh hưởng tích cực đến cộng đồng | Nhóm Yêu Bếp                                     | Đề cử     | 205,076   |
| Nhóm/dự án có ảnh hưởng tích cực đến cộng đồng | Nhà chống lũ                                     | Đề cử     | 117,484   |
| Nhóm/dự án có ảnh hưởng tích cực đến cộng đồng | Danang Kitchen                                   | Đề cử     | 94,782    |
| Nhóm/dự án có ảnh hưởng tích cực đến cộng đồng | Openm                                            | Đề cử     | 84,053    |
| Rising GenZ                                    | Hải Tú                                           | Đoạt giải | 273,269   |
| Rising GenZ                                    | TLinh                                            | Đề cử     | 223,722   |
| Rising GenZ                                    | MCK                                              | Đề cử     | 144,157   |
| Rising GenZ                                    | HIEUTHUHAI                                       | Đề cử     | 120,513   |
| Rising GenZ                                    | Thành Draw                                       | Đề cử     | 109,725   |
| Rising GenZ                                    | Wean - Naomi                                     | Đề cử     | 94,005    |
| Rising GenZ                                    | Lọ Lem                                           | Đề cử     | 88,486    |
| Rising GenZ                                    | Mỹ Anh                                           | Đề cử     | 85,368    |
| Rising GenZ                                    | Bâu - Gavin                                      | Đề cử     | 84,154    |
| Rising GenZ                                    | Tím                                              | Đề cử     | 83,752    |
| Hot Youtube của năm                            | Lâm Vlog                                         | Đoạt giải | 388,014   |
| Hot Youtube của năm                            | Thiên An Official                                | Đề cử     | 364,586   |
| Hot Youtube của năm                            | Hậu Hoàng                                        | Đề cử     | 267,119   |
| Hot Youtube của năm                            | Ẩm Thực Mẹ Làm                                   | Đề cử     | 197,908   |
| Hot Youtube của năm                            | Jenny Huỳnh                                      | Đề cử     | 116,823   |
| Hot Youtube của năm                            | Lân Jee                                          | Đề cử     | 97,750    |
| Local brand được yêu thích nhất                | Dirty Coins                                      | Đoạt giải | 82,497    |
| Local brand được yêu thích nhất                | Ananas                                           | Đề cử     | 68,501    |
| Local brand được yêu thích nhất                | Uncover                                          | Đề cử     | 61,593    |
| Local brand được yêu thích nhất                | Bobui                                            | Đề cử     | 57,366    |
| Local brand được yêu thích nhất                | Paradox                                          | Đề cử     | 52,073    |
| Local brand được yêu thích nhất                | Degrey                                           | Đề cử     | 50,141    |
| Local brand được yêu thích nhất                | Clownz                                           | Đề cử     | 47,668    |
| Local brand được yêu thích nhất                | Sonb Streetwear                                  | Đề cử     | 44,149    |
| Trào lưu mạng xã hội của năm                   | Chúng tôi làm vì bạn, bạn hãy ở nhà vì chúng tôi | Đoạt giải | 106,644   |
| Trào lưu mạng xã hội của năm                   | Vũ điệu rửa tay - Ghen Cô Vy                     | Đề cử     | 71,302    |
| Trào lưu mạng xã hội của năm                   | Nối từ                                           | Đề cử     | 59,790    |
| Trào lưu mạng xã hội của năm                   | How much have you changed challenge              | Đề cử     | 56,630    |
| Trào lưu mạng xã hội của năm                   | Chloeting Challenge                              | Đề cử     | 54,771    |
| Cụm từ/Câu nói viral của năm                   | Ơ mây zing, gút chóp em                          | Đoạt giải | 169,949   |
| Cụm từ/Câu nói viral của năm                   | Nhà nào mà chẳng có mái                          | Đề cử     | 139,418   |
| Cụm từ/Câu nói viral của năm                   | Giả trân                                         | Đề cử     | 120,016   |
| Cụm từ/Câu nói viral của năm                   | Người chơi hệ                                    | Đề cử     | 115,601   |
| Cụm từ/Câu nói viral của năm                   | Đưa tay đây nào, mãi bên nhau bạn nhé            | Đề cử     | 114,189   |
| Cụm từ/Câu nói viral của năm                   | Mlem mlem                                        | Đề cử     | 108,738   |
| Cụm từ/Câu nói viral của năm                   | Hải quay xe                                      | Đề cử     | 107,245   |
| Cụm từ/Câu nói viral của năm                   | Chiếc chiếu mới                                  | Đề cử     | 106,409   |
| Cụm từ/Câu nói viral của năm                   | Cất gọn poster và khóc một lúc rồi thôi          | Đề cử     | 104,906   |
| Cụm từ/Câu nói viral của năm                   | Các bạn nhân viên ơi, hỗ trợ mình với            | Đề cử     | 102,906   |
| Game thủ/Streamer của năm                      | Nam blue                                         | Đoạt giải | 393,690   |
| Game thủ/Streamer của năm                      | Misthy                                           | Đề cử     | 125,678   |
| Game thủ/Streamer của năm                      | ADC - Trần Đức Chiến                             | Đề cử     | 102,571   |
| Game thủ/Streamer của năm                      | AS Mobile                                        | Đề cử     | 99,757    |
| Game thủ/Streamer của năm                      | XB - Trần Xuân Bách                              | Đề cử     | 98,144    |
| Game thủ/Streamer của năm                      | Linh Ngọc Đàm                                    | Đề cử     | 95,476    |
| Game thủ/Streamer của năm                      | Noway - Nguyễn Vũ Long                           | Đề cử     | 86,865    |
| Game thủ/Streamer của năm                      | Lai Bâng                                         | Đề cử     | 79,821    |
| Game thủ/Streamer của năm                      | SofM                                             | Đề cử     | 76,597    |
| Game thủ/Streamer của năm                      | Dũng CT                                          | Đề cử     | 71,017    |

### Hạng mục Đơn vị tiên phong vì cộng đồng
| Đề cử     | Mô tả                                                           |
| --------- | --------------------------------------------------------------- |
| VitaDairy | Quỹ "Bảo vệ Y Bác sĩ 24H"                                       |
| Unilever  | Vững vàng Việt Nam                                              |
| Vingroup  | VinGroup trao tặng máy thở trong cuộc chiến chống dịch Covid-19 |

## Khách mời trao giải
| Thứ tự | Khách mời                | Giải thưởng                                    |
| ------ | ------------------------ | ---------------------------------------------- |
| 1      | Ngô Kiến Huy, Đỗ Mỹ Linh | Bản lĩnh đương đầu                             |
| 2      | H'Hen Niê, Lê Công Vinh  | Nhóm/dự án có ảnh hưởng tích cực đến cộng đồng |
| 3      | Châu Bùi, Kaity Nguyễn   | Rising GenZ                                    |
| 4      | Nam Trung, Minh Tú       | Hot Youtube của năm                            |
| 5      | Jack, ViruSs             | Game thủ/Streamer của năm                      |
| 6      | Huy Tuấn, Võ Hoàng Yến   | Phim điện ảnh của năm                          |
| 7      | Huy Tuấn, Võ Hoàng Yến   | Tvshow của năm                                 |
| 8      | Hứa Vĩ Văn, Lý Nhã Kỳ    | Đơn vị tiên phong vì cộng đồng                 |
| 9      | Charlie Nguyễn, Hồng Vân | Nghệ sĩ có hoạt động nổi bật                   |
| 10     | 1977 Vlog, Soytiet       | Cụm từ/Câu nói viral của năm                   |
| 11     | Hoàng Thùy, Khánh Linh   | Local brand được yêu thích nhất                |
| 12     | Phan Xine, Nhã Phương    | Music Video của năm                            |
| 13     | Việt Tú, Binz, Rhymastic | Gương mặt Rap/Hip-hop triển vọng               |
| 14     | Lệ Quyên, Thanh Hằng     | Nghệ sĩ có hoạt động nổi bật                   |

## Trình diễn đặc biệt
| Thứ tự | Nghệ sĩ                                  | Màn trình diễn |
| ------ | ---------------------------------------- | --- |
| 1      | TLinh, Mỹ Anh                            | Lời Cảm ơn (sáng tác: TLinh, Mỹ Anh) (Sản xuất: Wokeupat4am)                                                                           |
| 2      | Hoàng Thùy Linh, Dế Choắt, Hoàng Rob     | Cánh Cửa Diệu Kỳ (Sáng tác: Dế Choắt, Khắc Hưng) (Sản xuất: Khắc Hưng)                                                                 |
| 3      | Jack                                     | Hoa Hải Đường (Sáng tác: Jack) (Sản xuất: DTAP)                                                                                        |
| 4      | Thành Trung, Ngọc Khải                   | Múa đương đại "Cõng bạn" |
| 5      | Amee, Hoàng Dũng, Quân AP, Ricky Star    | Mashup Nàng Thơ - Sao Anh Chưa Về Nhà - Bông Hoa Đẹp Nhất                                                                              |
| 6      | 1977 Vlog, Soytiet                       | Tiết mục giới thiệu hạng mục "cụm từ/câu nói viral của năm"                                                                            |
| 7      | Hòa Minzy, Hiền Hồ                       | Mashup Không Thể Cùng Nhau Suốt Kiếp - Gặp Nhưng Không Ở Lại                                                                           |
| 8      | MCK, Ricky Star, Lăng LD, Wean, RTee     | Chương Hai Của Tương Lai (Sản xuất: Tenkitsune) Tình Bạn Diều Kỳ (Sản xuất: Ricky Star, Lăng LD, Hứa Kim Tuyền) (Sản xuất: Ricky Star) |
| 9      | Bích Phương, Phúc Du, HIEUTHUHAI, GDucky | Diệu Kỳ Việt Nam (Sáng tác: Phạm Thanh Hà, Tiên Cookie, DuongK)                                                                        |